# ريما عبدو
ريما عبدو (ولدت في 19 مايو 1963 في عدن باليمن) هي سباحة سباقة مختصة في السباحة على الظهر ولدت في اليمن ونافست لصالح كندا في الألعاب الأولمبية الصيفية 1984 في لوس أنجلوس، كاليفورنيا حيث حازت الميدالية البرونزية في سباق تتابع 100x4م سباحات متنوعة مع آن أوتنبرايت وميشال ماكفرسون وباميلا راي.

## روابط خارجية
- ريما عبدو على موقع الاتحاد الدولي للسباحة (الإنجليزية)
- ريما عبدو على موقع SwimRankings.net (الإنجليزية)
- ريما عبدو على موقع اللجنة الأولمبية الدولية (الإنجليزية)
- ريما عبدو على موقع أوليمبيديا (الإنجليزية)
- ريما عبدو على موقع اللجنة الأولمبية الكندية (الإنجليزية)
- ريما عبدو على موقع اتحاد ألعاب الكومنولث (مؤرشف) (الإنجليزية)